# Longny-au-Perche
Longny-au-Perche (uttal (fil)) är en kommun i departementet Orne i regionen Normandie i nordvästra Frankrike. Kommunen ligger i kantonen Longny-au-Perche som tillhör arrondissementet Mortagne-au-Perche. År 2018 hade Longny-au-Perche 1 393 invånare.

## Befolkningsutveckling
Antalet invånare i kommunen Longny-au-Perche
| Referens: INSEE |